# No me acuerdo
«No me acuerdo» es una canción de la cantante mexicana Thalía y la cantante dominicana Natti Natasha. Fue lanzada el 1 de junio de 2018 a través de Sony Music Latin como el sencillo principal del decimocuarto álbum de estudio de Thalía, Valiente (2018).
Este tema cuenta con ventas superiores a los 5 millones alrededor del mundo. La canción fue escrita por Natasha, Rafael Pina, Gaby Music, Germán Hernández, Yasmil Marrufo, Frank Santofimio, Mario Cáceres, Jon Leone y Oscarcito, y producida por los últimos cinco.

## Antecedentes y composición
Los rumores sobre la colaboración entre las dos cantantes iniciaron a finales de marzo de 2018, cuando las dos publicaron imágenes en el mismo lugar donde se grababa el video musical de la canción. El 24 de mayo de 2018, las dos cantantes confirmaron finalmente a través de redes sociales la canción y su fecha de lanzamiento junto a un adelanto de esta y su portada, al igual que el lanzamiento de su video musical.
La canción fue escrita por Natasha, Rafael Pina, Gaby Music, Germán Hernández, Yasmil Marrufo, Frank Santofimio, Mario Cáceres, Jon Leone y Oscarcito, y producida por los últimos cinco. En una entrevista para la revista Quién, Thalía comentó que «No me acuerdo» trata de la independencia y la fuerza de la mujer, además añadió: «Me llegó unos meses antes de grabarla y me enamoré de la letra, de la melodía y de todo. Al terminar de grabarla sentí que poseía mucha fuerza femenina, con palabras directas y sinceras».

## Rendimiento comercial
La canción funcionó bien en las listas de todo el mundo y fue la canción más escuchada del verano de 2018 en América Latina.

## Video musical
El video musical que acompaña a la canción fue filmado en Manhattan, Nueva York; se trata de una chica que tiene una noche loca y divertida con sus amigos, posiblemente engañando a su pareja, y luego al día siguiente pretendiendo no recordar nada de lo que sucedió el día anterior. El video se volvió viral, acumulando más de mil millones de visitas en YouTube, convirtiendo a Thalía en la primera artista mexicana en alcanzar esa cantidad de visitas en un solo video, además de ser la mexicana con el video musical más visto de la historia.

## Presentaciones en vivo
Thalía y Natasha interpretaron la canción juntas durante el concierto especial de K Love Live «Las Que Mandan». Interpretaron la canción nuevamente en los Premios Lo Nuestro de 2019, pero esta vez en una versión remix con Lali después de interpretar «Lindo pero bruto».

## Posicionamiento en listas

### Listas de fin de año
| Lista (2018-2019)                     | Posición |
| ------------------------------------- | -------- |
| América Latina (Monitor Latino)       | 2        |
| Argentina (Monitor Latino)            | 1        |
| Argentina (Argentina Hot 100)         | 2        |
| Bolivia (Monitor Latino)              | 1        |
| Chile (Monitor Latino)                | 1        |
| Colombia (National-Report)            | 90       |
| Costa Rica (Monitor Latino)           | 1        |
| Ecuador (Monitor Latino)              | 1        |
| El Salvador (Monitor Latino)          | 1        |
| España (PROMUSICAE)                   | 5        |
| Estados Unidos Hot Latin Songs        | 14       |
| Estados Unidos Latín Airplay          | 19       |
| Estados Unidos Latín Rhythm Airplay   | 13       |
| Guatemala (Monitor Latino)            | 1        |
| Honduras (Monitor Latino)             | 14       |
| México (Monitor Latino)               | 1        |
| Nicaragua (Monitor Latino)            | 2        |
| Panamá (Monitor Latino)               | 4        |
| Paraguay (Monitor Latino)             | 8        |
| Perú (Monitor Latino)                 | 10       |
| Portugal (AFP)                        | 151      |
| Puerto Rico (Monitor Latino)          | 5        |
| República Dominicana (Monitor Latino) | 7        |
| Uruguay (Monitor Latino)              | 1        |
| Venezuela (Monitor Latino)            | 1        |

| Lista (2019)                    | Posición |
| ------------------------------- | -------- |
| América Latina (Monitor Latino) | 60       |

## Certificaciones
| Territorio     | Organismo certificador | Certificación    | Ventas certificadas | Ref.   |  |
| -------------- | ---------------------- | ---------------- | ------------------- | ------ |  |
| Brasil         | Pro-Música Brasil      | Platino          | 60,000              | [ 26 ] |  |
| España         | PROMUSICAE             | 3× Platino       | 120,000             | [ 27 ] |  |
| Estados Unidos | RIAA                   | Diamante         | 840 000             | [ 28 ] |  |
| México         | AMPROFON               | Diamante+Platino | 360 000             | [ 29 ] |  |

## Historial de lanzamiento
| Región | Fecha              | Formato                     | Discográfica     | Ref.   |
| ------ | ------------------ | --------------------------- | ---------------- | ------ |
| Varios | 1 de junio de 2018 | Descarga digital, Streaming | Sony Music Latin | [ 30 ] |